# Sziésze (vezír)

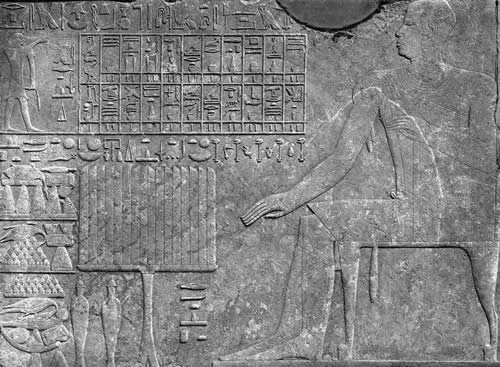
Relief Sziésze sírjából

Sziésze (z3-3.st, „Ízisz fia”) ókori egyiptomi vezír és kincstárnok volt a XII. dinasztia idején, valószínűleg II. Amenemhat uralkodása alatt.
Főleg dahsúri masztabasírjából ismert, melyet Jacques de Morgan tárt fel 1894/5 körül, majd egy egyiptomi régészcsoport fedezett fel újra 2008-ban. A sírt Karl Richard Lepsius még piramisnak tartotta; II. Amenemhat piramisa közelében fekszik, innen valószínűsíthető, hogy Sziésze az ő uralkodása alatt élt. A masztabát palotahomlokzat és Sziészét, valamint családját ábrázoló jelenetek díszítik. Négy mészkőpanel, melyek de Morgan ásatása során kerültek elő, és Sziészét áldozati asztal előtt ábrázolják, ma a kairói Egyiptomi Múzeumban találhatóak. A sírkamrát a Piramisszövegek szövegei díszítik. Sziészét itt kincstárnokként említik. Egyéb tárgyakról pályafutása is rekonstruálható: kamarásként kezdte pályáját, majd háznagy, később kincstárnok lett, végül vezírré nevezték ki.

## Külső hivatkozások
- Sziésze sírja Dahsúrban

## Fordítás
- Ez a szócikk részben vagy egészben  a   Siese című angol Wikipédia-szócikk ezen változatának fordításán alapul.  Az eredeti cikk szerkesztőit annak laptörténete sorolja fel. Ez a jelzés csupán a megfogalmazás eredetét és a szerzői jogokat jelzi, nem szolgál a cikkben szereplő információk forrásmegjelöléseként.